# Il marchese di Roccaverdina
Il marchese di Roccaverdina, pubblicato a Milano dall'editore Treves nel 1901, è il capolavoro di Luigi Capuana e sancisce un "ritorno" alle origini veriste del suo autore, dopo tentativi narrativi sperimentali a sfondo psicologico come Profumo (1892).

## Trama
Antonio Schiraldi marchese di Roccaverdina convive da anni con una serva-amante di origini contadine, Agrippina Solmo; per scongiurare definitivamente una possibile unione matrimoniale, il Roccaverdina comanda al suo fidato sottoposto - Rocco Criscione - di sposarla a patto di non avere rapporti sessuali con lei. In seguito, accecato dalla gelosia, il marchese uccide Rocco Criscione ma la colpa dell'omicidio ricade su un certo Neli Casaccio. Quest'ultimo, ingiustamente condannato, morirà in prigione.
Il Roccaverdina decide quindi di sposare Zosima Mugnos, donna di nobili origini in disagiate condizioni economiche, e intraprende la realizzazione di una Società Agricola, destinata a un futuro fallimento.
Agrippina Solmo nel frattempo si risposa in seconde nozze con un pastore.
Il protagonista alla fine della narrazione sprofonderà nella follia, sotto il duplice peso di aver ucciso un uomo (Rocco Criscione) e di averne lasciato morire un altro (Neli Casaccio).

## Ambientazione
Le vicende hanno come sfondo storico la Sicilia rurale del periodo post-unitario, con i suoi fallimentari tentativi di progresso economico, impraticabili in una società ancora semifeudale.

## Personaggi
Marchese di Roccaverdinadrammatica la posizione storica del protagonista, a metà strada tra due mondi - feudale e capitalistico - su cui cerca contraddittoriamente di mantenersi in bilico: il Roccaverdina, fallendo l'iniziativa imprenditoriale della Società Agraria, dimostra (agli occhi di Capuana) l'impossibilità della società siciliana di adattarsi felicemente al progresso socioeconomico postunitario. Alla contraddizione storica ne consegue una psicologica: il marchese si dimostra incapace di dominare le proprie paure e incertezze facendosi scudo dell'orgoglio aristocratico, com'era nello "stile" dei Roccaverdina definiti non a caso i Maluomini. Tendenzialmente di carattere solitario, il protagonista, entrando nel "vivo" della società, noterà l'impossibilità di redimersi dalla propria colpa.
Agrippina Solmola fedele e devota amante del marchese, è mossa da un sincero amore per il protagonista, che manterrà sino alla fine.
Zosima Mugnossi contrappone idealmente ad Agrippina. Innamorata anche lei del marchese e orgogliosa delle proprie origini aristocratiche, la moglie del marchese di Roccaverdina abbandonerà il protagonista alla sua follia, rosa interiormente dalla gelosia per Agrippina e per la scoperta del vero assassino di Rocco Criscione.
Don Silvio la Ciural'unico a cui il marchese confessi la colpevolezza del proprio assassinio, è una figura sinceramente umile e devota a Cristo, che è costruita secondo evidenti canoni narrativi manzoniani.
Cavalier Pergolaateo, anticlericale e "progressista", spinge il marchese nelle lotte politiche municipali e nell'impresa della Società Agraria. Non esita, in punto di morte, a sposarsi secondo il rito ecclesiastico, dopo averlo sprezzantemente evitato per tutta la vita.
Don Aquilante
L'avvocato del marchese, letterato e convinto cultore di spiritismo. Cerca varie volte di congiurare lo spirito del morto Criscione nel percorso del romanzo.

## Commento
Il marchese di Roccaverdina fonde ambientazioni veriste con una storia di dannazione e di analisi delle passioni estreme. Sfondo della vicenda, un'ottima rappresentazione della Sicilia contadina e feudale.
Capuana riesce ad equilibrare le tecniche narrative veriste con un'attenta ricerca psicologica, senza dimenticare l'apertura al soprannaturale e all'esperienza spiritica: quest'ultima è direttamente rappresentata da don Aquilante, avvocato personale del marchese.
Anche se giustamente considerato l'ultimo romanzo verista, il debito verso la narrativa di tipo psicologico alla Dostoevskij rimane enorme. Il marchese di Roccaverdina è un'ottima sintesi dei diversi - e a volte contraddittori - interessi culturali del suo autore, fedele non solo al verismo ma anche aperto alle nuove correnti letterarie europee.